# Spy Kids 4 : Tout le temps du monde
Série Spy Kids
Spy Kids 3 : Mission 3D
(2003) Spy Kids: Armageddon
(2023)
Pour plus de détails, voir Fiche technique et Distribution.
Spy Kids 4 : Tout le temps du monde ou Espions en herbe 4 : Tout le temps du monde au Québec (Spy Kids: All the Time in the World) est un film américain réalisé par Robert Rodriguez, sorti en 2011.
C'est le 4e film de la franchise Spy Kids débutée en 2001. Le film a été conçu en « 4D » car en plus d'être en 3D, il est en odorama grâce à des cartes odorantes à gratter.
En France, le film est inédit en salles. Néanmoins, il est diffusé à la télévision pour la première fois en 2018 sur Canal+ Family[source insuffisante].

## Synopsis
Rebecca et Cyril Wilson sont des jumeaux, fille et garçon du reporter Wilbur Wilson. Ce dernier est marié à Marissa Cortez, sans savoir qu'elle est un ancien agent de l'OSS (Organization of Super Spies). L'OSS est devenu l'agence d'espions no 1 depuis la fermeture de la division Spy Kids. Alors qu'un méchant Oni surnommé le « Timekeeper » menace la Terre, Marissa est rappelée par le chef de l'OSS. Cyril et Rebecca sont alors recrutés par l'agence et doivent faire équipe malgré leurs différends avec leur belle-mère. Ils seront aidés par Juni et Carmen Cortez, anciens agents Spy Kids.

## Fiche technique
Sauf indication contraire, les informations mentionnées dans cette section peuvent être confirmées par les bases de données cinématographiques IMDb et Allociné,  présentes dans la section « Liens externes ».
- Titre original : Spy Kids: All the Time in the World
- Titre français : Spy Kids 4 : Tout le Temps du Monde
- Titre québécois : Espions en herbe 4 : Tout le temps du monde[1]
- Réalisation et scénario : Robert Rodriguez
- Musique : Robert Rodriguez et Carl Thiel
  - Musiques additionnelles : Heitor Pereira
- Décors : Caylah Eddleblute et Steve Joyner
- Costumes : Nina Proctor
- Maquillage : Ermahn Ospina
- Coiffure : Joe Rivera
- Photographie : Jimmy Lindsey et Robert Rodriguez
- Son : Brad Engleking, Tim Rakoczy, Sergio Reyes, Robert Rodriguez
- Montage : Dan Zimmerman
- Producteurs : Elizabeth Avellan et Robert Rodriguez
  - Production exécutive : Bill Scott
  - Production déléguée : Bob Weinstein et Harvey Weinstein
  - Production associée : Tom Proper
  - Coproduction : George Huang et Rebecca Rodriguez
- Sociétés de production : Troublemaker Studios et Spy Kids 4 SPV, présenté par Dimension Films
- Sociétés de distribution : Dimension Films (Etats-Unis) ; Alliance Films (Canada) ; Starway Film Distribution (Belgique)
- Budget : 27 millions de $[3],[4]
- Pays de production :  États-Unis
- Langue originale : anglais
- Format : couleur (DeLuxe) - 35 mm - 1,85:1 (Panavision) - son Dolby Digital / DTS / SDDS / Datasat
- Genre : action, aventure, comédie, espionnage, science-fiction
- Durée : 89 minutes
- Dates de sortie[5] :
  - États-Unis, Québec : 19 août 2011[1]
  - Belgique : 9 novembre 2011[6]
  - France : 17 janvier 2023 (sortie directement en VOD)[7]
- Classification :
  - États-Unis : des scènes peuvent heurter les enfants - accord parental souhaitable (PG - Parental Guidance Suggested)[N 1]
  - France : tous publics
  - Belgique : tous publics (jeune public) (Alle Leeftijden)[6]
  - Québec : tous publics (G - General Rating)[1]

## Distribution

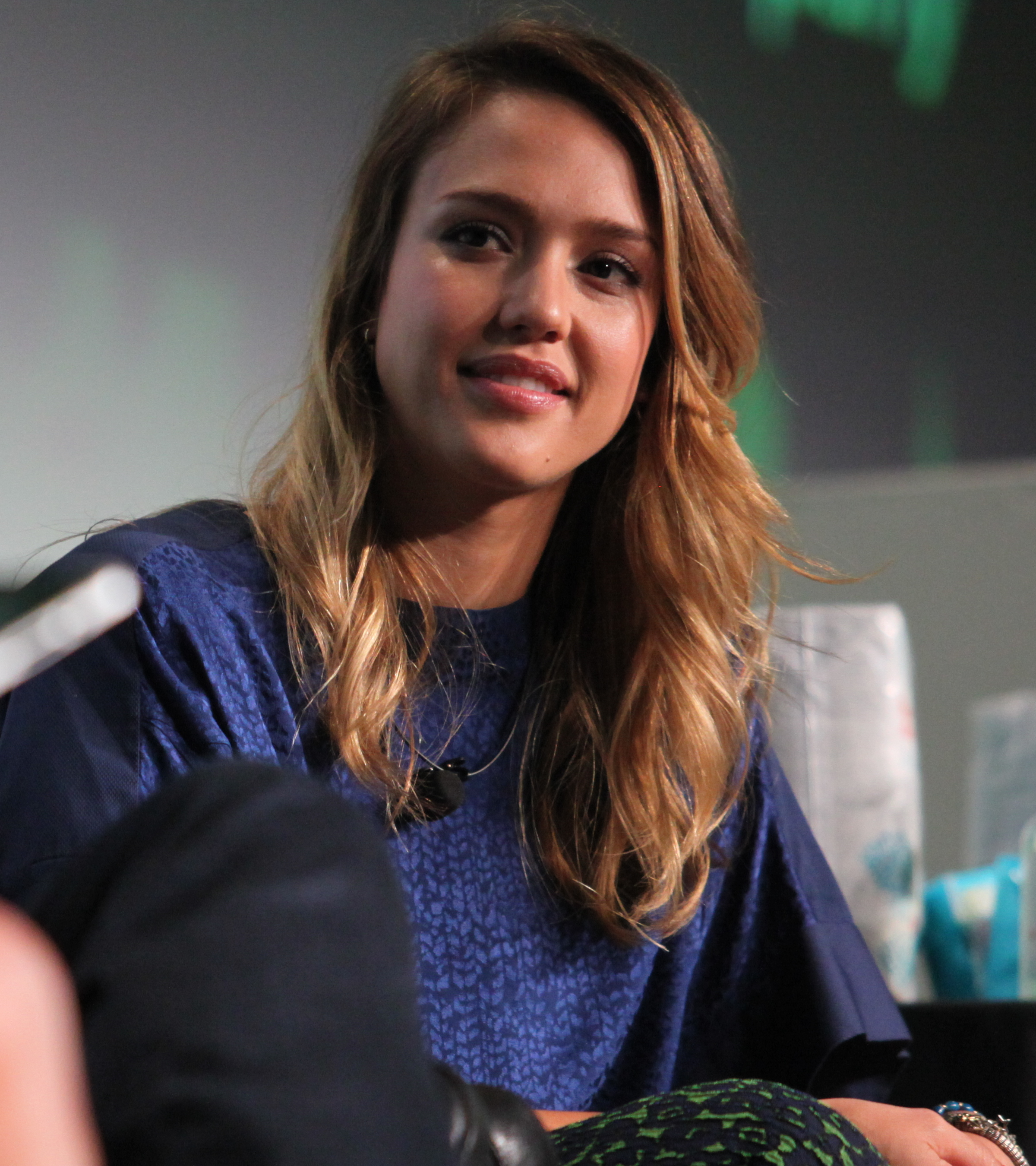
L'actrice Jessica Alba rejoint la franchise.

- Mason Cook (VQ : Nicolas DePasillé-Scott[8]) : Cyril Wilson (Cecil en VO)
- Rowan Blanchard (VQ : Noémie Charbonneau) : Rebecca Wilson
- Jessica Alba (VQ : Catherine Bonneau) : Marissa Cortez Wilson
- Jeremy Piven (VQ : Louis-Philippe Dandenault) : Danger D'Amo / Timekeeper / Tick Tock / le père de Danger
- Danny Trejo : Isador « Machete » Cortez
- Daryl Sabara (VQ : Xavier Dolan) : Juni Cortez
- Alexa Vega (VQ : Claudia-Laurie Corbeil) : Carmen Cortez
- Ricky Gervais (VQ : Tristan Harvey) : Argonaute (voix)
- Joel McHale (VQ : Frédéric Paquet) : Wilbur Wilson
- Tiger Darrow (d)  : un agent de l'OSS
- RJ Smith-Tillman : Frank, un agent de l'OSS
- Antonio Banderas : Gregorio Cortez (scène coupée)

## Production

### Genèse du projet
Le projet est officiellement annoncé le 25 septembre 2009, six ans après Spy Kids 3 : Mission 3D. Le script est finalisé par Robert Rodriguez en décembre 2009. Le titre du film est révélé le 24 mars 2010 et la sortie américaine annoncée pour le 19 août 2011.

### Tournage
Le tournage débute en octobre 2010 dans les studios Troublemaker à Austin au Texas.

## Nominations
Source : Internet Movie Database
2011
- American Latino Media Arts Awards : film préféré
- Irina Palm d'Or : pire acteur dans un second rôle pour Ricky Gervais

2012
- Guild of Music Supervisors Awards : meilleure supervision musicale pour la bande-annonce pour Vanessa Jorge
- Kids' Choice Awards : dur à cuire préféré pour Jessica Alba
- Young Artist Awards :
  - Meilleur second rôle masculin dans un film (Jeune acteur) pour Mason Cook
  - Meilleure jeune actrice de dix ans et moins dans un film pour Rowan Blanchard

## Adaptation
Spy Kids 4 : Tout le temps du monde a été adapté en jeu vidéo sur Nintendo DS.

## Suite etreboot
Dimension Films annonce un 5e film. La présence des acteurs des premiers films est évoquée. La production est alors annoncée en 2012 mais finalement annulée.
En juin 2016, Netflix et The Weinstein Company annoncent qu'un reboot, sous la forme d'une série d'animation, va être développé. Spy Kids : Mission critique est diffusée dès 2018.
Le 5e film, Spy Kids: Armageddon sort finalement en 2023.